# 王新平
王新平，南京大学教授，中华人民共和国教育部2015年度“长江学者”特聘教授。

## 生平
1997年，取得四川大学学士学位；曾在新布伦瑞克大学攻读博士，加州大学戴维斯分校攻读博士后。